# Franz Resch (Fußballspieler)
Franz Resch (* 4. Mai 1969 in Wien) ist ein ehemaliger österreichischer Fußballspieler und aktueller Fußballtrainer.
Anfang der 1990er Jahre lief er unter Trainer Alfred Riedl insgesamt zwei Mal für die Österreichische Fußballnationalmannschaft auf. Zuletzt betreute er den Vorarlberger Landesligisten FC Lustenau.

## Vereinskarriere

### Karrierebeginn bei Rapid
Resch begann seine Karriere in der Jugendabteilung seines Heimatvereins SK Rapid Wien. In der Spielzeit 1989 debütierte er unter Trainerneuling Hans Krankl in der Kampfmannschaft der Hütteldorfer. Rapid vollzog unter Krankl einen Umbruch der Vereinsphilosophie, die die verstärkte Forcierung von Eigenbauspielern inkludierte, wovon Resch in Folge stark profitierte. In der zehnten Runde der Saison kam er beim 0:0 im Auswärtsspiel gegen den SK Sturm Graz erstmals über 90 Minuten zum Einsatz. Es folgten elf weitere Saisonspiele, überwiegend als Ergänzungsspieler. Im ÖFB-Cup kam er bis zum Semifinale in jedem Spiel zum Einsatz und erzielte im Achtelfinale beim 2:3-Sieg n. V. gegen den Grazer AK in Minute 118 den Siegtreffer. Im Finale gegen den FK Austria Wien, welches Rapid mit 3:1 n. V. verlor, kam er überraschend nicht zum Einsatz. Am Ende der Spielzeit war er neben dem überraschend groß aufspielenden Horst Steiger die Entdeckung der Spielzeit. Zu Beginn der Spielzeit 1990/91 musste er sich vorerst mit der Rolle des Jokers zufriedengeben, da Krankl in der Defensive überraschend doch wieder auf arriviertere Spieler wie Reinhard Kienast oder Robert Pecl setzte. Zur Rückrunde wurde er von Krankl daraufhin zum Mittelfeldspieler umfunktioniert, wodurch er auch wieder Spiele über die volle Distanz absolvieren konnte. Im ÖFB-Cup war er bis auf die ersten beiden Runden in jedem Spiel im Einsatz und stand auch im Finale gegen den SV Stockerau in der Startformation von Rapid. Das Spiel endete überraschend mit einem 1:2-Sieg des krassen Außenseiters, Resch wurde in der 59. Spielminute gegen Andreas Reisinger ausgetauscht.
Zur Saison 1991/92 konnte er sich daraufhin endgültig in der Stammformation der grün-weißen etablieren. Krankl ließ ihn wieder auf seiner angestammten Position in der Defensive zum Zuge kommen, was einen starken Leistungsanstieg des Spielers zur Folge hatte. Nach starken Spielen zu Beginn der Spielzeit, avancierte er unter Trainer Alfred Riedl im Herbst 91 zum österreichischen Nationalspieler und spielte die stärkste Saison seiner Karriere. Konträr zu seinen starken Leistungen verlief jedoch die Entwicklung des Vereins. Mit dem enttäuschenden Tabellenplatz 5 im Meister Play-Off noch hinter Admira/Wacker, war man stark hinter den Erwartungen geblieben, im Cup kam man nicht über das Achtelfinale hinaus. Als Konsequenz musste mit Trainer Krankl sein größter Förderer zum Saisonende gehen, der durch Gustl Starek ersetzt wurde.
Unter Starek änderte sich in Folge sein Status in der Mannschaft rapide zum schlechteren. Gleich in der ersten Runde im Spiel gegen den Wiener Sport-Club musste er über die volle Distanz auf der Bank Platz nehmen, da Starek auf eine andere Defensivzusammenstellung setzte. In Folge kam er in lediglich vierzehn Saisonspielen zum Einsatz, einen Großteil davon musste er wieder auf der ungeliebten Position im Mittelfeld absolvieren. Am Saisonende folgte er daraufhin dem Ruf seines früheren Trainers Krankl, der in der Zwischenzeit beim damaligen Ligakonkurrenten VfB Mödling das Traineramt innehatte.

### VfB Mödling
Neben Resch hatte Krankl mit Herbert Gager und Andreas Poiger bereits zwei weitere Rapidspieler abgeworben, die unter ihm bei Rapid aufgeblüht waren und unter Starek einen schweren Stand hatten. Mit Tabellenplatz 6, punktegleich mit Rapid, schaffte Mödling in Folge eine kleine Sensation. Krankl hatte den krassen Außenseiter, gespickt mit gescheiterten Talenten, zu einer kompakten Mannschaft geformt, die zuvor als erster Abstiegskandidat gehandelt wurde. Unter anderem konnte man einige Sensationssiege verbuchen, wobei der 0:2-Auswärtssieg in der 33. Runde im Hanappi-Stadion gegen Rapid, welcher den Anstoß zur Trainerablöse von Hubert Baumgartner gab und damit zur Installierung von Ernst Dokupil führte, als emotionaler Höhepunkt anzusehen ist. Mit dem Abgang von Erfolgstrainer Krankl zum damaligen Finanzkrösus FC Tirol Innsbruck, wurde daraufhin der Zerfall der Mannschaft eingeleitet. Resch, der als Stammspieler mit starken Leistungen großen Anteil am Erfolg hatte, war in den Fokus von Vizemeister FK Austria Wien gerückt, die ihn daraufhin für die Folgesaison unter Vertrag nahmen. Seitens der ewig finanzklammen Mödlinger wurden dem Wechsel keine Steine in den Weg gelegt, da eine Ablösesumme fällig wurde.

### Flop bei Austria Wien
Der Wechsel zur Austria sollte sich für Resch jedoch als Fehlentscheidung erweisen. Von Trainer Hickersberger als Wunschspieler geholt, musste dieser überraschend nach Platz zwei, knapp hinter Austria Salzburg im Sommer 1994 frühzeitig gehen und wurde durch Egon Coordes ersetzt. Dieser präferierte ein anderes Spielsystem und legte vor allem auf die beiden Einkäufe von Hickersberger (neben Resch auch Frenk Schinkels) keinen Wert. In Folge kam Resch lediglich im Supercup und drei UI-Cup Spielen zum Einsatz (davon lediglich im Supercup über 90 Minuten), ehe er wieder abgegeben werden sollte. Ein angestrebter Wechsel zum LASK zerschlug sich in letzter Sekunde, woraufhin der VfB Mödling die Gunst der Stunde ergriff und ihn zur Rückrunde zurückholte. Resch blieb ohne Ligaeinsatz für die Favoritner.

### Rückkehr zu Mödling
Wieder in Mödling fand er sich in einer mäßig besetzten Mannschaft wieder. Nach dem Abgang von Krankl schaffte es der Verein nicht, den Erfolgslauf aus der Vorsaison zu prolongieren und lag die ganze Saison auf den unteren Tabellenrängen. Daran änderte sich auch durch die Rückkehr von Resch und dem Trainerwechsel von Kurt Jara zu Walter Stöffelbauer nichts, wodurch man am Saisonende mit nur vier Siegen und lediglich sechzehn Punkten als Tabellenletzter den Gang in Liga 2 antreten musste.
Zur Spielzeit 1995/96 trat man daraufhin mit einer fast unveränderten Mannschaft und dem klaren Ziel „sofortiger Wiederaufstieg“ in der 2. Division an. Zur Winterübertrittszeit befand man sich mit Tabellenplatz 3 lediglich einen Punkt hinter Spitzenreiter FC Linz im Plansoll, ehe Trainer Stöffelbauer zum Frühjahrstart durch Wunschtrainer Hans Krankl, der zuvor bei Tirol gescheitert war, ersetzt wurde. Unter Rückkehrer Krankl startete Mödling einen Negativlauf und rutschte bis zum Saisonende auf Tabellenplatz 4, mit 22 Punkten Abstand zu Leader Linz, ab. Hinzu kamen große finanzielle Probleme und eine gescheiterte Fusion mit Regionsnachbar Admira Wacker, wodurch der Verein noch während der Saison einschneidende Einsparungen vollziehen musste. Als Konsequenz wurde Krankl durch den eigentlichen Manager der Mödlinger Christian Janitsch ersetzt und die Verträge der „Star-Mannschaft“ auf Regionalliga-Niveau beschnitten.
Der Spielzeit 1996/97 ging daraufhin ein Totalausverkauf der Mannschaft zuvor, wonach lediglich eine Handvoll bundesligaerfahrene Spieler übrig blieben. Resch hielt dem Verein überraschend die Treue und erlebte dadurch eine weitere unbefriedigende Saison mit dem Verein. Vom Titelanwärter hatte sich Mödling zum Abstiegskandidaten gewandelt und schaffte als dreizehnter nur knapp den Klassenerhalt. Finanziell war der Verein aufgrund eines starken Zuschauermangels, der sich kontinuierlich über die letzten Spielzeiten gesteigert hatte, nicht mehr eigenständig überlebensfähig, wodurch es nach der Saison zur bereits in der Vergangenheit angestrebten Fusion mit Admira Wacker kam. Resch sollte als einer der wenigen Mödlinger Spieler in den Bundesligakader des neu gegründeten VfB Admira Wacker Mödling übernommen werden, entschied sich jedoch zu einem Wechsel ins Ausland.

### Wechsel nach Schottland
Über Vermittlung des damals nicht unumstrittenen Managers Edi Brunner, absolvierte er daraufhin gemeinsam mit Mannschaftskamerad Mario Dorner ein Probetraining beim schottischen Premier-League-Klub FC Motherwell, bei dem beide den damaligen Trainer Alex McLeish überzeugen konnten. Zuvor hatten beide bereits beim FC St. Johnstone vorgespielt und entsprochen, einen Vertrag wegen schlechter Konditionen jedoch abgelehnt. Kurz nach Vertragsunterzeichnung verweigerte die Admira jedoch die Freigabe für einen Wechsel der beiden Spieler und forderte eine Ablösesumme. Durch die Fusion zwischen Mödling und der Admira gab es mehrere Ungereimtheiten über die Vertragssituation der Spieler. Während Brunner den Standpunkt vertrat, dass beide Spieler ablösefrei wären, ließ die Admira verlautbaren, dass man mit beiden für die neue Saison planen würde. In Folge kam es zu zähen Verhandlungen zwischen allen Parteien, ehe die Admira doch beiden die Freigabe erteilte. Zuvor hatte sich vor allem McLeish für die Verpflichtung starkgemacht und beide als Wunschspieler bezeichnet. In Folge startete vor allem Resch mit großen Vorschusslorbeeren in die Saison in Schottland. Als österreichischer Internationaler angekündigt, hatte er bei den Fans einige Erwartungen geweckt, die er auf Anhieb erfüllen konnte. Am 2. August 1997 debütierte er beim 2:0-Heimerfolg gegen den Dunfermline Athletic für seinen neuen Verein und war gleich einer der stärksten Spieler seiner Mannschaft. Es folgten zwei weitere Liga- und zwei League-Cup Spiele, in denen er durchgehend als Stammspieler zum Einsatz kam und ansprechende Leistungen ablieferte. Nach dem Einzug ins League-Cup Achtelfinale Ende August 1997 wurde daraufhin bekannt, dass beide Österreicher lediglich einen Monatsvertrag unterzeichnet hatten, der vereinsseitig nicht verlängert werden würde. Dies sorgte vor allem im Fall von Resch, der im Gegensatz zu Dorner überzeugen konnte, für Verwunderung. In einer offiziellen Verlautbarung des Vereins hieß es daraufhin, dass man sich mit beiden nicht auf einen längerfristigen Vertrag einigen konnte und der Verein nicht bereit wäre, ein besseres Angebot abzugeben.

### Ein Jahr England
Knapp einen Monat später kam Resch abermals im Doppelpack mit Dorner beim englischen Traditionsverein FC Darlington in der Football League Third Division unter. Nach einem Testspiel, in dem beide ein Tor zum 2:0-Sieg gegen die Reserve von Newcastle United erzielen konnten, nahm sie der Verein diesmal bis zum Saisonende unter Vertrag. In Folge starteten beide gut in die Saison, ehe Resch von mehreren kleinen Verletzungen zurückgeworfen wurde. Während sich Dorner zum Publikumsliebling und besten Torschützen des Vereins hocharbeitete, kam der eigentlich höher einzustufende Resch immer mehr ins Hintertreffen. Nachdem er zum Saisonende auch noch seinen Stammplatz verlor, wurde sein Vertrag nicht mehr verlängert. Dorner hingegen wurde zum Spieler des Jahres gewählt und verlängerte für ein weiteres Jahr.

### Kapitän beim FC Lustenau
Damit war das Abenteuer „Insel“ für Resch beendet, woraufhin er überraschend zum ambitionierten FC Lustenau in die Regionalliga West wechselte. Die Lustenauer nahmen mit Eric Orie gleich einen weiteren früheren Teamkollegen von Resch aus Austria-Wien- und Mödling-Zeiten unter Vertrag und gaben als Ziel den ehebaldigsten Aufstieg in die Erste Liga aus. In der ersten Spielzeit scheiterte man mit Tabellenplatz 5 noch deutlich am Ziel, ehe man in der Folgesaison auch noch Mario Dorner zum Verein holte, der die Offensive drastisch verstärken sollte. In Folge holte man sich mit der stärksten Offensive der Liga souverän den Meistertitel in der Regionalliga West, scheiterte aber abermals in den Relegationsspielen gegen den SV Mattersburg, die man mit einem Gesamtergebnis von 1:6 verlor, am Aufstieg.
2000/01 folgte mit Roger Prinzen ein weiterer Ex-Profi dem Ruf des Vereins, woraufhin sich Lustenau, angeführt von Resch als Kapitän, nochmals stärker präsentierte. Man schaffte abermals mit einer Tordifferenz von +71 den souveränen Meistertitel in der RLW und bewältigte auch die Hürde Relegation mit einem Gesamtergebnis von 6:3 gegen die Vienna. In der Profiliga zeigte sich die Mannschaft, trotz der Routiniers, daraufhin stark überfordert und wurde Tabellenletzter. Aufgrund des Konkurs des SV Braunau, hatte man aber trotzdem die Möglichkeit in der Relegation gegen den Wiener Sportklub zu spielen, den man mit einem Gesamtergebnis von 4:0 besiegte und somit überraschend doch noch den Klassenerhalt schaffte. Im Folgejahr spielte die Mannschaft im gesicherten Mittelfeld, Resch führte seine Mannschaft in 33 von 36 Runden als Kapitän aufs Feld. In der Spielzeit 2003/04 musste er daraufhin aufgrund vieler Verletzungen stark zurückstecken und absolvierte lediglich 11 Saisonspiele. Lustenau schlitterte in der Zwischenzeit wieder in den Abstiegskampf der Liga und beendete die Saison als Vorletzter. Nachdem sich die Mannschaft in den Relegationsspielen dem SCR Altach mit einem Gesamtergebnis von 4:6 geschlagen geben musste und wieder abstieg, beendete er daraufhin seine Spielerkarriere.

## Nationalmannschaft
Nach starken Leistungen bei Rapid avancierte Resch im Jahre 1991 unter dem damaligen Nationalmannschaftstrainer Alfred Riedl zum A-Team Spieler Österreichs.
Sein Debüt feierte er am 4. September 1991 beim 1:1 im Freundschaftsspiel gegen Portugal in Porto. Nachdem er überzeugen konnte, entschloss sich Riedl ihn im darauf folgenden Qualifikationsspiel für die Europameisterschaft 1992 gegen Dänemark von Beginn an auflaufen zu lassen. Österreich spielte in einem halbleeren Praterstadion eine schwache Partie und verlor verdient mit 0:3.
Nach der Niederlage wurde Riedl entlassen und Dietmar Constantini übernahm interimistisch den Trainerposten. Mit dem Abgang von Riedl wurde Resch trotz guter Leistungen im Verein aus dem erweiterten Kreis der Nationalspieler gestrichen und kam nicht mehr zum Einsatz.

## Trainerkarriere
Nach der aktiven Karriere absolvierte er mehrere ÖFB-Trainerlehrgänge und war anschließend als Trainer bei Vereinen in der Vorarlberger Unterliga tätig.
2008 hatte er ein kurzes Intermezzo beim Stammverein von Bruno Pezzey, dem FC Lauterach. Von 2010 bis 2012 stand er in der 2. Vorarlberger Landesliga beim FC Kennelbach unter Vertrag.

## Erfolge
- 3 × Österreichischer Cupfinalist: 1990, 1991, 1993
- 2 × Meister Regionalliga West: 2000, 2001
- 1 × Sieger Wiener Stadthallenturnier: 1990